# Sanarica
Sanarica è un comune italiano di 1 490 abitanti della provincia di Lecce in Puglia.
È situato nel Salento centro-meridionale.

## Geografia fisica

### Territorio
Il comune di Sanarica, che si estende per 12,75 km² nella parte sud-orientale della penisola salentina, presenta una morfologia omogenea compresa tra i 70 e i 110 metri sul livello del mare. Il centro abitato sorge a 78 m s.l.m. Il territorio si caratterizza per la presenza di doline, in genere di piccole dimensioni, dal contorno molto sfumato e poco incise, la cui origine va ricondotta alla dissoluzione del calcare ad opera dell'acqua. Le esigue dimensioni delle forme sono in relazione alla breve durata del ciclo carsico, che si svolge in complessi di limitata potenza e di recente età. Solo una delle suddette forme carsiche, denominata Conca Sant'Angelo, ha avuto un notevole sviluppo fino al crollo della volta, per la diffusa presenza dei condotti carsici, che conferiscono elevate capacità di assorbimento.
Confina a nord con il comune di Muro Leccese, a est con il comune di Giuggianello, a sud-est con il comune di Poggiardo, a sud con il comune di San Cassiano, a sud-ovest con il comune di Botrugno, a ovest con il comune di Scorrano.
- Classificazione sismica: zona 4 (sismicità molto bassa), Ordinanza PCM n. 3274 del 20/03/2003

### Clima
Dal punto di vista meteorologico Sanarica rientra nel territorio del Salento meridionale che presenta un clima prettamente mediterraneo, con inverni miti ed estati caldo umide. In base alle medie di riferimento, la temperatura media del mese più freddo, gennaio, si attesta attorno ai +9 °C, mentre quella del mese più caldo, agosto, si aggira sui +25,1 °C. Le precipitazioni medie annue, che si aggirano intorno ai 243 mm, presentano un minimo in primavera-estate ed un picco in autunno-inverno.
Facendo riferimento alla ventosità, i comuni del basso Salento risentono debolmente delle correnti occidentali grazie alla protezione determinata dalle serre salentine che creano un sistema a scudo. Al contrario le correnti autunnali e invernali da Sud-Est, favoriscono in parte l'incremento delle precipitazioni, in questo periodo, rispetto al resto della penisola.
| Sanarica                   | Mesi | Mesi | Mesi | Mesi | Mesi | Mesi | Mesi | Mesi | Mesi | Mesi | Mesi | Mesi | Stagioni | Stagioni | Stagioni | Stagioni | Anno |
| Sanarica                   | Gen  | Feb  | Mar  | Apr  | Mag  | Giu  | Lug  | Ago  | Set  | Ott  | Nov  | Dic  | Inv      | Pri      | Est      | Aut      | Anno |
| -------------------------- | ---- | ---- | ---- | ---- | ---- | ---- | ---- | ---- | ---- | ---- | ---- | ---- | -------- | -------- | -------- | -------- | ---- |
| T. max. media (°C)         | 16,1 | 18,4 | 21,2 | 24,9 | 29,0 | 33,6 | 35,8 | 36,0 | 33,8 | 28,1 | 22,1 | 17,0 | 17,2     | 25,0     | 35,1     | 28,0     | 26,3 |
| T. min. media (°C)         | 10,4 | 11,2 | 13,0 | 16,9 | 18,7 | 19,9 | 21,7 | 23,0 | 20,5 | 18,6 | 15,7 | 12,1 | 11,2     | 16,2     | 21,5     | 18,3     | 16,8 |
| Precipitazioni (mm)        | 44   | 29   | 14   | 10   | 0    | 0    | 0    | 0    | 0    | 22   | 93   | 31   | 104      | 24       | 0        | 115      | 243  |
| Umidità relativa media (%) | 79,0 | 78,9 | 78,6 | 77,8 | 75,7 | 71,1 | 68,4 | 70,2 | 75,4 | 79,3 | 80,8 | 80,4 | 79,4     | 77,4     | 69,9     | 78,5     | 76,3 |

- Classificazione climatica di Sanarica:[5]
  - Zona climatica: C
  - Gradi giorno: 1224

## Origini del nome
Il toponimo deriva dal primitivo Senereca, ossia Senectu(te)m Recans, che significa letteralmente "colei che porta alla tranquillità". Altre ipotesi farebbero derivare il nome dall'aria sana che si respirava nel posto oppure dal grico ta asinarica, che ha origine dal latino asinarius, con significato di "asinaio" o semplicemente riferibile ad un nome di persona.

## Storia
Sanarica, secondo gli scritti dello storico Cosimo De Giorgi, è "un piccolo paese che si stende in parte lungo la via provinciale da Muro a Poggiardo, ed in parte si slarga a sinistra della medesima nella direzione di Giuggianello. La pianta dello abitato è piuttosto regolare. L'antico castello e palazzo ducale resta quasi nel centro del paese".
Le origini del paese risalgono, presumibilmente, fra il IX e il X secolo d.C. ad opera di un manipolo di scampati alla distruzione di Muro Leccese, attuata dai Saraceni. I profughi muresi si dispersero nel territorio circostante sviluppando altri nuovi centri abitati: Giuggianello, San Cassiano, ecc. Ben presto tra questi paesi nacquero delle controversie soprattutto per i confini territoriali, che furono risolte da Giovanni Antonio Orsini Del Balzo. Questi, non solo definì d'imperio i confini tra i vari casali, ma per renderli visibili fece costruire delle torri al limite di ogni feudo. Probabilmente è questa circostanza a determinare la scelta dello stemma rappresentato da cinque torri. Il paese conserva tracce della presenza sia dei Messapi che dei Bizantini. Venne distrutto più volte nel corso dei secoli; fece parte del Principato di Taranto, poi dagli Orsini del Balzo passò ai d'Aragona che ne affidarono il feudo ai Lubelli ed infine ai Basurto. Questi lo detennero sino al 1806, data di eversione della feudalità.

### Simboli
Lo stemma e il gonfalone sono stati concessi con decreto del presidente della Repubblica del 24 marzo 2000.
Lo stemma è così descritto nello statuto comunale:
Il gonfalone è un drappo troncato di azzurro e di rosso.

## Monumenti e luoghi d'interesse

### Architetture religiose

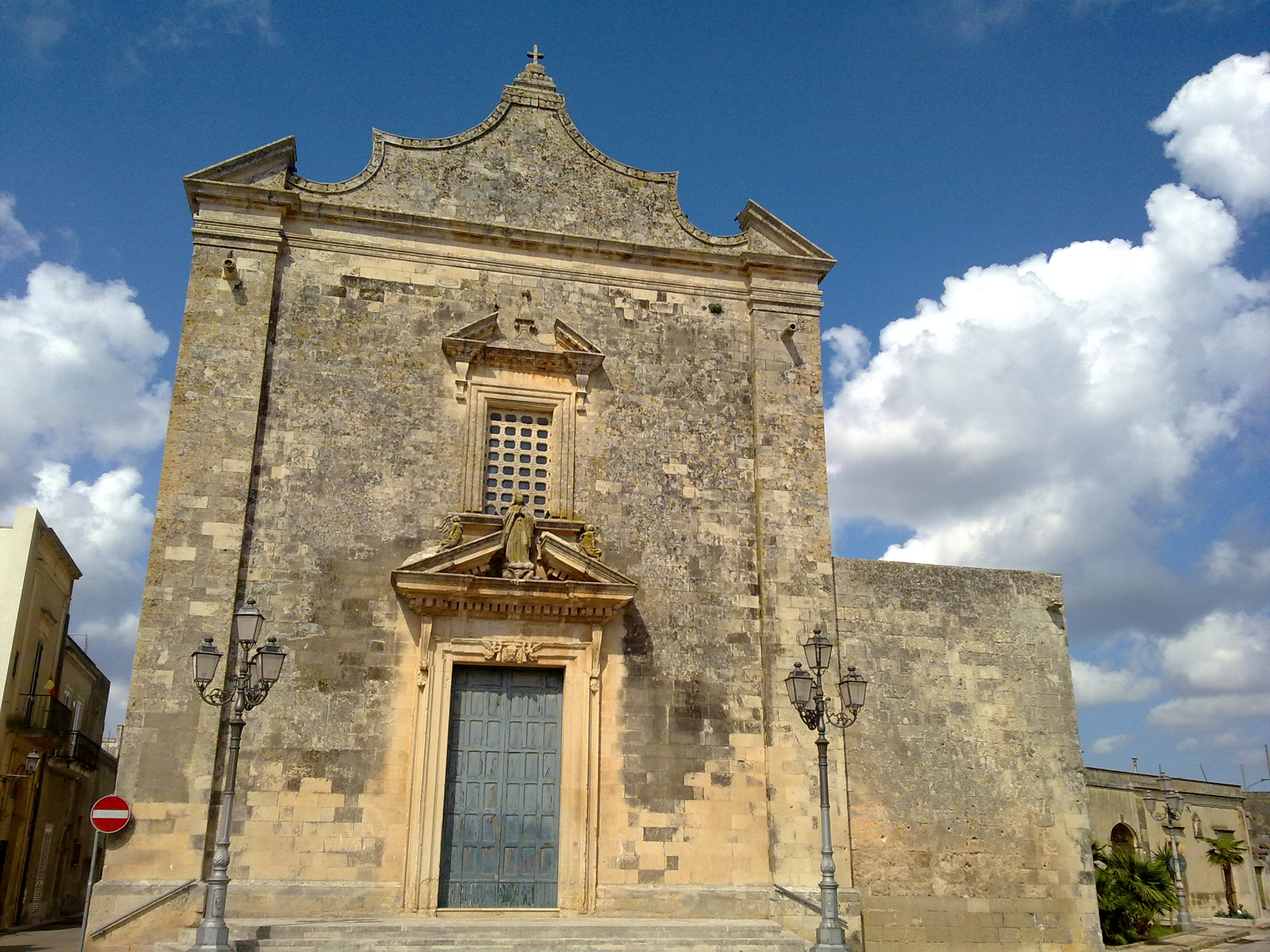
Chiesa madre

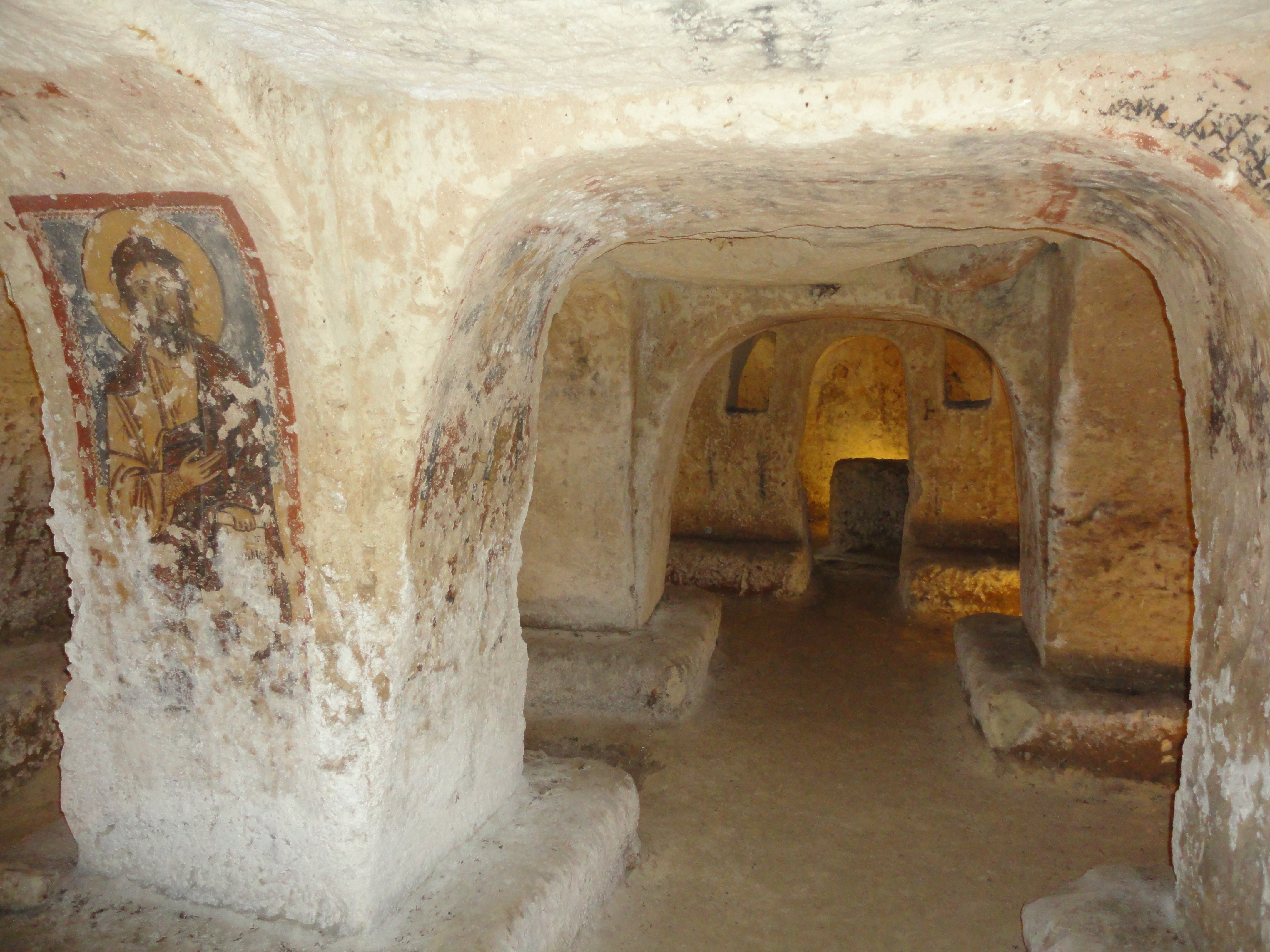
Cripta

#### Chiesa madre della Madonna Assunta
La chiesa madre della Madonna Assunta venne edificata tra il 1605 e il 1611. La facciata, in conci di pietra leccese, è inquadrata da due robuste paraste e si conclude con un frontone mistilineo. Presenta un unico portale d'ingresso, con timpano spezzato recante al centro la statua della Madonna, posto in asse con una finestra rettangolare, anch'essa timpanata, con una grata in pietra leccese costituita da 32 piccoli fori. L'interno è composto da un'unica navata con presbiterio e da una cappella dedicata a San Giovanni Battista, che si apre nel muro a destra entrando dalla porta principale. La chiesa conserva diversi altari laterali dedicati all'Immacolata Concezione, a santa Maria di Costantinopoli, a san Nicolò di Mira, a san Francesco di Paola, a santa Caterina d'Alessandria, alla Madonna del Rosario, alla Madonna del Carmine, al Crocifisso e a sant'Antonio da Padova. Quest'ultimo fu commissionato nel 1777 da Giulia Prato, come evidenzia l'epigrafe Nicolaus Antonius Lupiensis Patricius sacellum hoc morens divo Antonio iussit eregendum quod ... Iulia Prata eius ... Coniux politissima arte perficiendum.

#### Cripta basiliana dell'Assunta
La cripta basiliana dell'Assunta, interamente scavata nella roccia, si trova sotto la chiesa madre. Per lungo tempo rimasta interrata, è riemersa negli anni sessanta del Novecento su interessamento del parroco don Francesco Rizzello. La chiesa-cripta (11,10 x 7,4 m), a croce greca, presenta una planimetria articolata con un impianto basilicale a tre navate absidate divise da pilastri rozzamente sagomati. Nell'abside centrale e in quella sinistra si conservano resti di altari a blocco ricavati nella roccia calcarenitica (tufo) . Tra le arcate di accesso al bema, sono presenti due finestre. Sulle pareti compaiono decorazioni ad affresco risalenti ai secoli XI-XIII. Tuttavia rimane impossibile fornire una lettura coerente e significativa del ciclo pittorico e stabilire a chi fosse veramente dedicata.

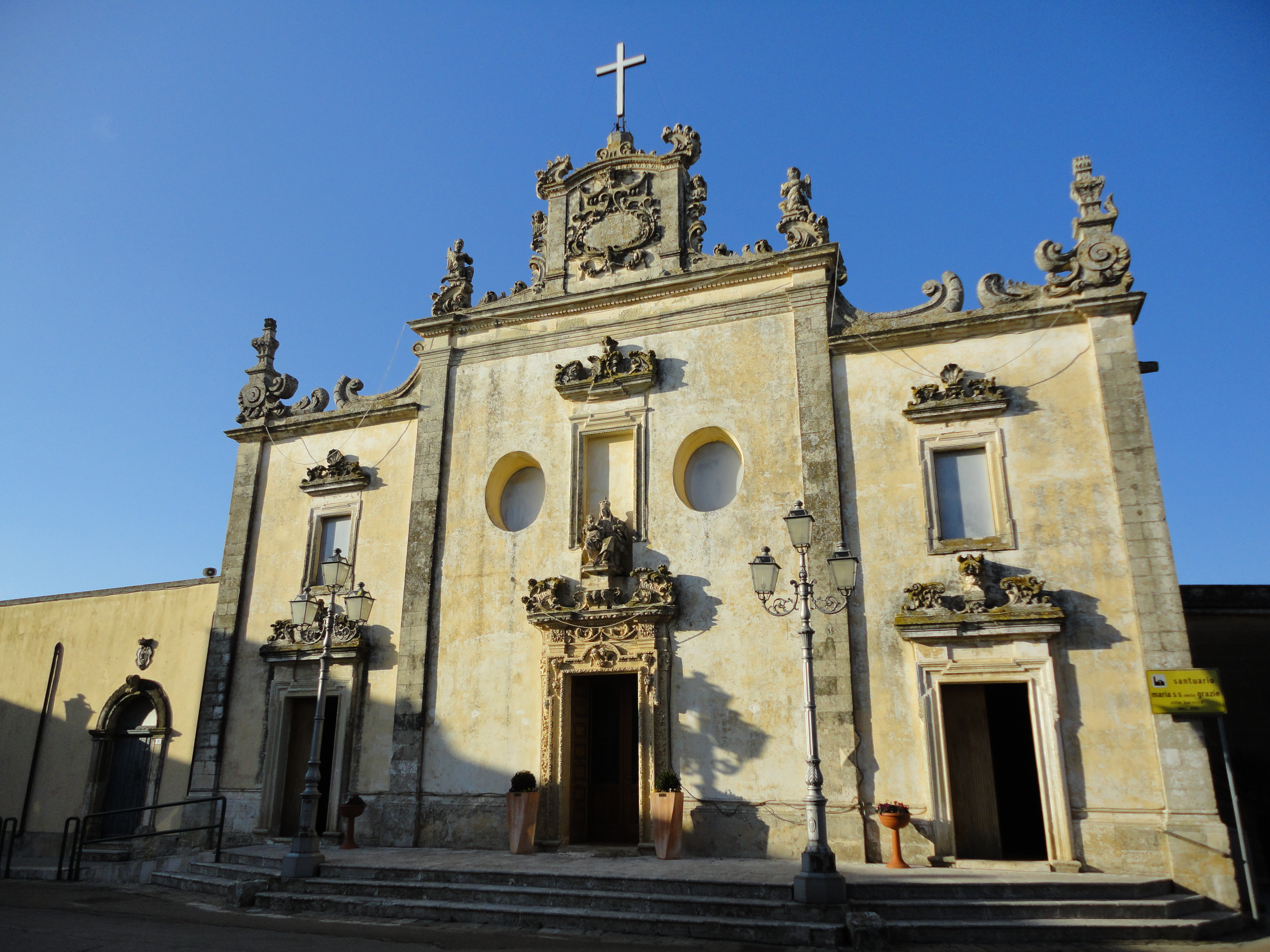
Santuario Madonna delle Grazie

#### Santuario della Madonna delle Grazie
Nel Catasto onciario del 1749 è presente la Chiesa della Madonna della Reuma e della Sciatica. Attraverso gli anni il luogo sacro è stato intitolato alla Madonna delle Grazie. La tradizione fa risalire al 1300 l'origine dell'attuale Santuario che, nel 1712, fu rifatto, ampliato e inaugurato nel 1716, come si evince dall'iscrizione presente sul frontone. La facciata tripartita, in conci di pietra leccese con fregio superiore e acroterio, è in stile barocco. La porta principale è sormontata dalla statua della Madonna delle Grazie.
L'interno, lungo 22 m e largo 16 m, è diviso in tre navate sorrette da grandi e tozzi pilastri, con volta e altari di stile seicentesco. Al XIII secolo è databile l'affresco presente sull'altare principale che riproduce il volto della Madonna. Nelle navate laterali sono presenti due altari con i dipinti della Natività della Vergine con i Ss. Gennaro e Francesco da Paola e dell'Adorazione dei pastori con i Ss. Onofrio e Gregorio Nazianzeno. In una cappelletta è posta la statua in legno veneziano della Madonna delle Grazie lavorata a Napoli nel 1732.

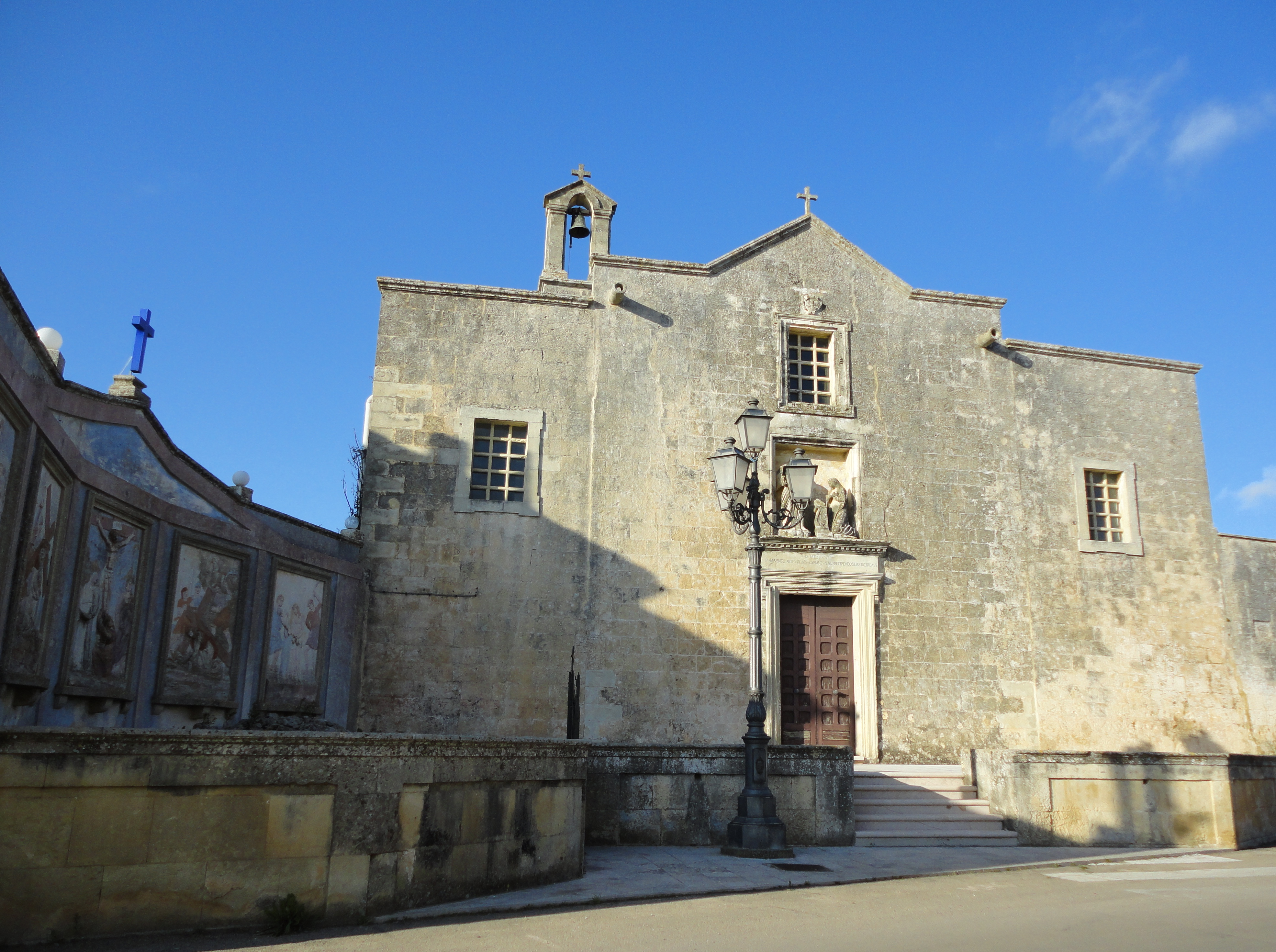
Chiesa dell'Annunziata

#### Chiesa dell'Annunziata
La chiesa dell'Annunziata è stata fondata nel 1620 dalla Confraternita dell'Assunta, creando un tutt'uno con la preesistente chiesa di San Basilio Vescovo. La facciata cuspidata non evidenzia una particolare struttura architettonica, ma sul portale principale è situata una nicchia quadrata con la statua della Madonna e dell'Arcangelo Gabriele. La copertura, originariamente in tavole d'abete, nel 1765 fu sostituita dall'attuale volta in muratura.
L'interno, ad una sola navata, presenta ai lati tre cappelle, nelle quali fino al 1874 erano collocati altrettanti altari dedicati a diversi Santi. In una delle tre cappelle è conservato il dipinto della Madonna con Bambino e Santi, databile ai primi anni del XVII secolo come riconducibile dai moduli tipici della pittura tardo cinquecentesca. La statua della Madonna Annunziata, commissionata a spesa dei confratelli, fu costruita a Napoli nel 1701.

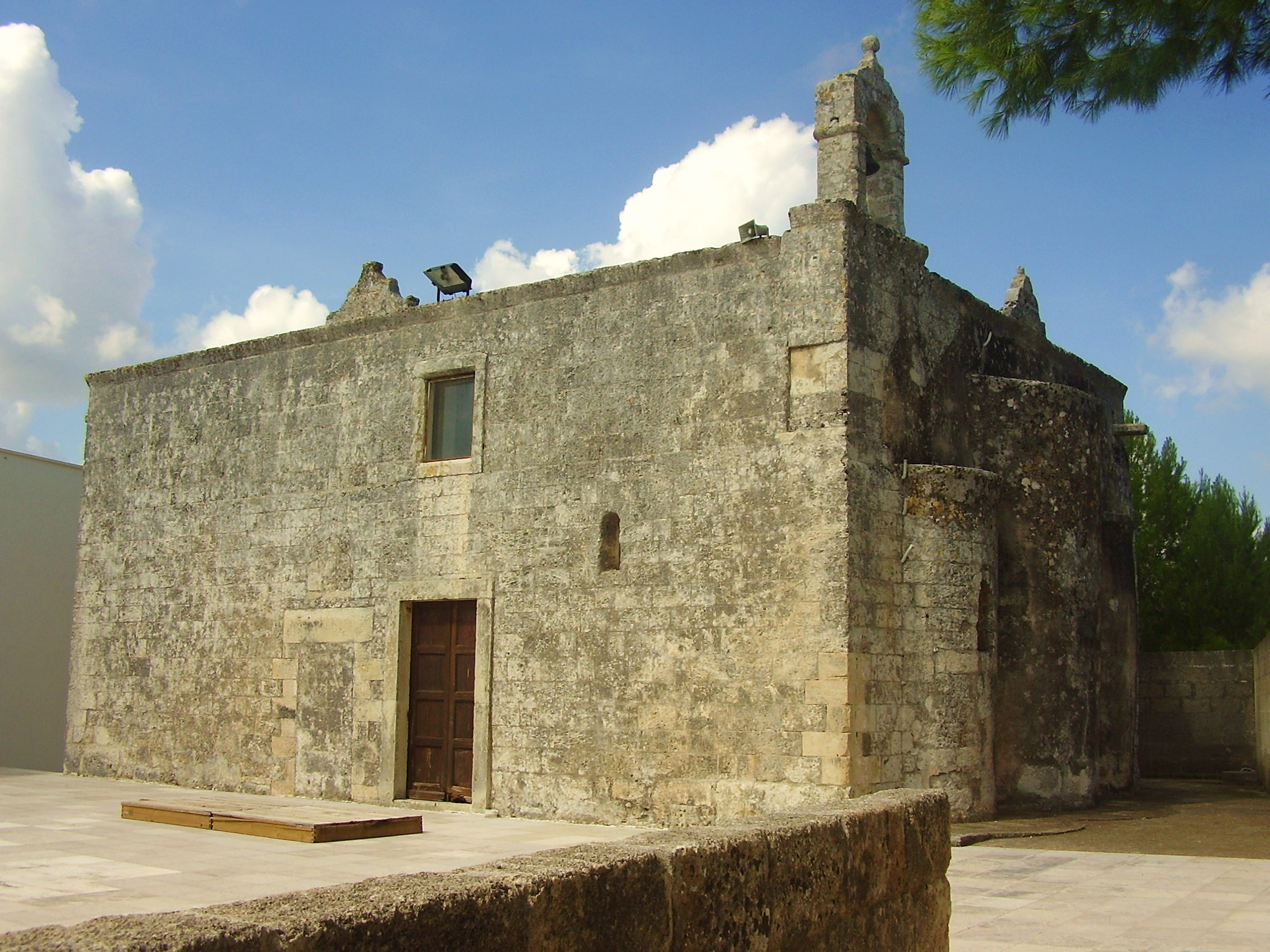
Chiesa di San Salvatore

#### Chiesa di San Salvatore
La chiesa di San Salvatore, risalente all'XI secolo, ha un impianto basilicale con tre navate terminanti in altrettanti absidi. Attualmente è patrimonio del Comune, ma nello Stato di Sezione del 1815 era di proprietà della Duchessina di Sanarica.
La chiesa è in conci di pietra locale di piccole dimensioni ed è dotata di un campanile a vela. L'abside centrale era illuminato da una bifora, attualmente murata, e nelle due absidi laterali sono presenti due monofore. La copertura attuale è in lastroni di pietra leccese, che ha sostituito quella piana in legno. Sulle pareti e sui pilastri si conservano tracce di un ciclo pittorico articolato in più fasi dall'XI al XIII secolo. È individuabile un ciclo cristologico frammentario, che si dipana sulle pareti della navata centrale, e alcune figure di Santi della liturgia bizantina. Una scena della Trasfigurazione, databile alla seconda metà del Trecento, ricopre il catino absidale.

#### Cappella di San Domenico
La cappella di San Domenico, con facciata cuspidata, risale al 1638 come riporta la data incisa sull'architrave della porta d'ingresso. La planimetria interna è lineare ed è composta da un solo ambiente a pianta rettangolare di piccole dimensioni, con volta a botte. Sulla parete di fondo è addossato l'altare con l'immagine in cartapesta di San Domenico.

#### Cappella di Santa Maria di Pompignano
La cappella di Santa Maria di Pompignano è una chiesa rurale risalente al XIV secolo e in parte crollata. L'edificio ha una facciata molto lineare, con un grande arco a sesto acuto; la planimetria è estremamente semplice ed è composta da due ambienti: l'ingresso con copertura a crociera ed un vano retrostante di cui si conservano solo le murature. A destra della parete absidale è riconoscibile un cippo di età romana.

### Architetture militari

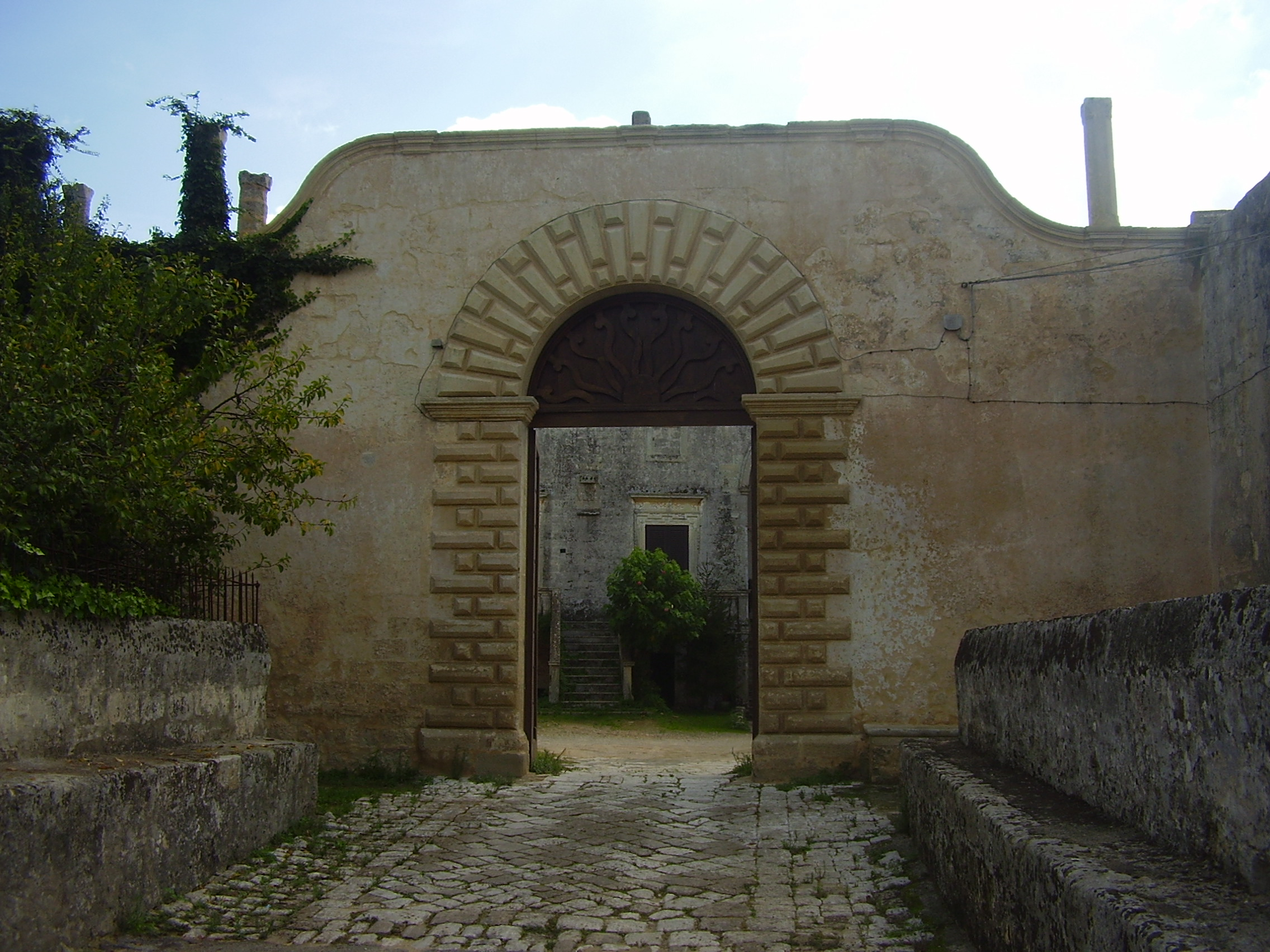
Palazzo Ducale

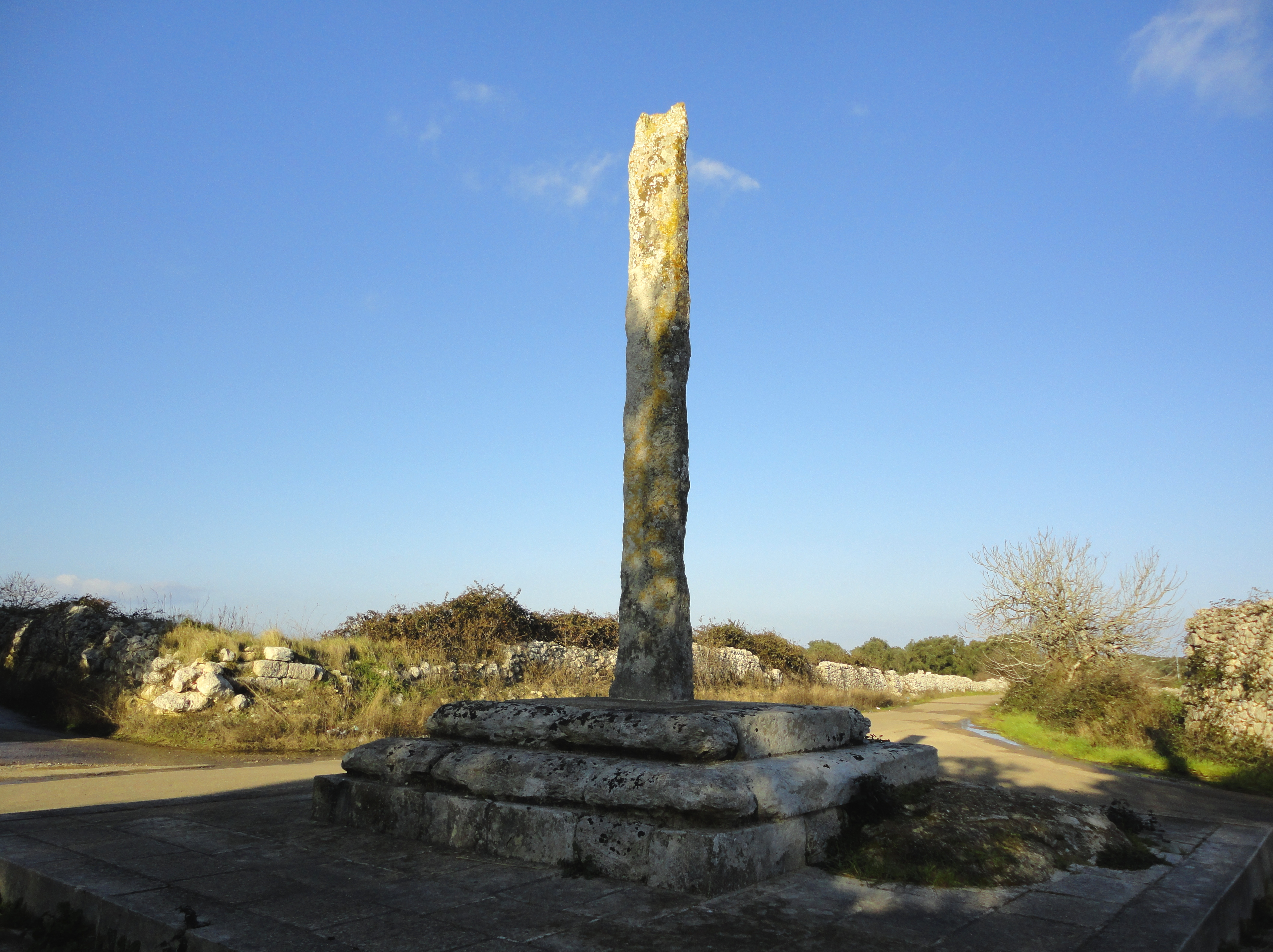
Menhir

#### Palazzo Ducale
Il Palazzo Ducale risale al XVI secolo come documenta l'iscrizione presente sul portone d'ingresso: Domnus Annobal Resta saranocensis hanc AEDOCULAM ... POSTEROSQUE SUOS AERE SUO VOVENS A FUNDAMENTOS EREXOT 1559. È sorto sul sito di un castello quattrocentesco circondato e difeso da un fossato, oggi convertito in agrumeto e in parte colmato.
Dell'antico edificio rimangono le cortine ai cui vertici sono ancora visibili due dei quattro torrioni angolari superstiti. Nel corso del XVI e XVII secolo il maniero venne trasformato in residenza signorile. L'edificio risulta di fattura rinascimentale. Tale caratteristica si nota in particolar modo nelle finestre della facciata est e nelle logge con semicolonne e soprastanti triglifi. All'interno, i saloni sono a stucco e affrescati con stemmi delle famiglie che lo abitarono. L'ingresso bugnato è opera del Settecento. A destra della porta d'ingresso vi è una cappella con affreschi risalenti ai secoli XVI e XVIII.

### Siti archeologici

#### Menhir Croce di Sant'Antonio
Il menhir Croce di Sant'Antonio è alto 408 cm con sezione rettangolare 30 x 40 cm e poggia su un doppio basamento di forma quadrata. Si trova in un quadrivio di strade vicinali al confine con il comune di Muro Leccese.

### Aree naturali
- Conca di Sant'Angelo - dolina naturale di origine carsica

## Società

### Evoluzione demografica
Abitanti censiti

### Etnie e minoranze straniere
Al 31 dicembre 2023 a Sanarica risultano residenti 34 cittadini stranieri.

### Lingue e dialetti
Il dialetto parlato a Sanarica è il dialetto salentino nella sua variante meridionale. Il dialetto salentino, appartenente alla famiglia delle lingue romanze e classificato nel gruppo meridionale estremo, si presenta carico di influenze riconducibili alle dominazioni e ai popoli stabilitisi in questi territori nei secoli: messapi, greci, romani, bizantini, longobardi, normanni, albanesi, francesi, spagnoli.

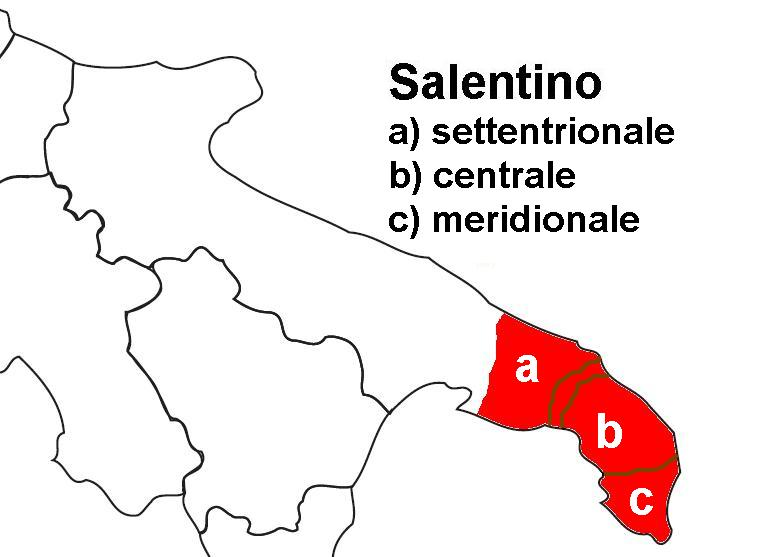
Diffusione del dialetto salentino

## Cultura

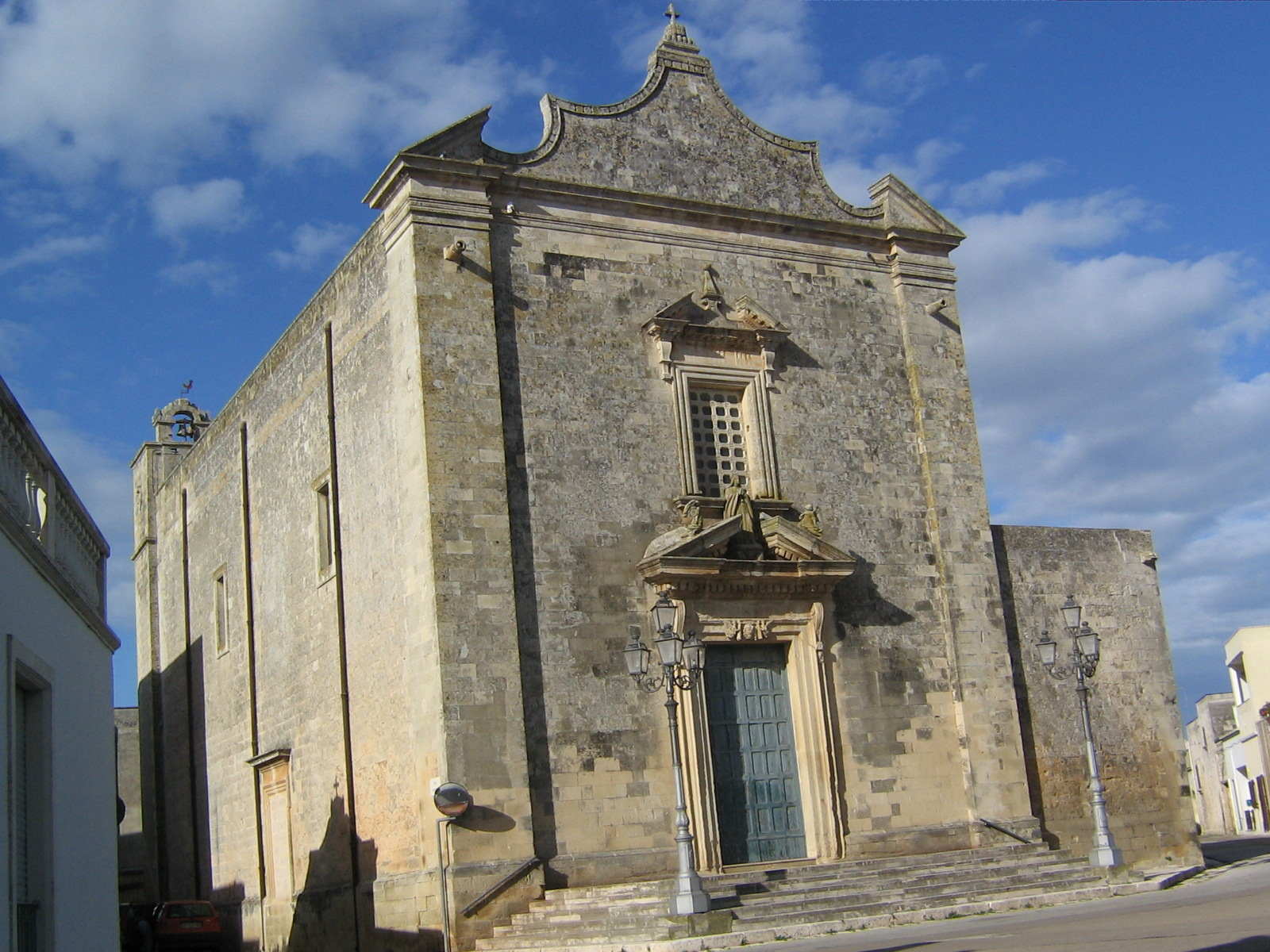
Veduta laterale della chiesa madre

### Istruzione

#### Biblioteche
- Biblioteca Comunale

#### Musei
- Centro divulgazione piante officinali e spontanee.

### Eventi
- Festa di San Giuseppe - 19 marzo
- Festa di Sant'Antonio da Padova - 13 giugno
- Festa di San Luigi Gonzaga - 21 giugno
- Sagra de lu piparussu (peperone) - prima domenica di agosto
- Sagra te lu lacciu (del sedano) - 6 settembre
- Festa patronale della Madonna delle Grazie - dal 7 al 9 settembre
- Presepe vivente ambientato nella caratteristica dolina di Sant'Angelo - periodo natalizio

## Infrastrutture e trasporti

### Strade
I collegamenti stradali principali sono rappresentati da:
- Strada statale 16 Adriatica Lecce-Maglie, uscita SP363 Maglie-Poggiardo-Santa Cesarea Terme
- Strada statale 275 di Santa Maria di Leuca Maglie-Santa Maria di Leuca, uscita Botrugno

Il centro è anche raggiungibile dalle strade provinciali interne: SP62 Sanarica-Giuggianello-Minervino di Lecce, SP63 Sanarica-Botrugno, SS497 Maglie-Muro Leccese-Sanarica-Poggiardo.

### Ferrovie
La cittadina è servita dall'omonima stazione posta sulla ferrovia Zollino-Gagliano del Capo delle Ferrovie del Sud Est.

## Amministrazione
Sanarica fa parte dell'unione di comuni denominata Unione delle Terre di Mezzo.
Di seguito è presentata una tabella relativa alle amministrazioni che si sono succedute in questo comune.
| Periodo        | Periodo          | Primo cittadino  | Partito                           | Carica              | Note   |
| -------------- | ---------------- | ---------------- | --------------------------------- | ------------------- | ------ |
| 4 giugno 1985  | 7 giugno 1990    | Filippo Miggiano | Democrazia Cristiana              | Sindaco             | [ 15 ] |
| 7 giugno 1990  | 24 aprile 1995   | Filippo Miggiano | Democrazia Cristiana              | Sindaco             | [ 15 ] |
| 24 aprile 1995 | 14 giugno 1999   | Filippo Miggiano | Partito Popolare Italiano         | Sindaco             | [ 15 ] |
| 1º luglio 1999 | 14 giugno 2004   | Filippo Miggiano | lista civica                      | Sindaco             | [ 15 ] |
| 15 giugno 2004 | 22 febbraio 2008 | Sergio Santese   | lista civica                      | Sindaco             | [ 15 ] |
| 14 marzo 2008  | 8 giugno 2009    | Claudio Sergi    |                                   | Comm. straordinario | [ 15 ] |
| 8 giugno 2009  | 27 maggio 2014   | Vittorio Aprile  | lista civica                      | Sindaco             | [ 15 ] |
| 27 maggio 2014 | 17 agosto 2015   | Vittorio Aprile  | lista civica Tutti per Sanarica   | Sindaco             | [ 15 ] |
| 17 agosto 2015 | giugno 2016      | Paola Mauro      |                                   | Comm. pref.         | [ 15 ] |
| 6 giugno 2016  | in carica        | Salvatore Sales  | lista civica Sanarica Bene Comune | Sindaco             | [ 15 ] |

### Gemellaggi
- San Pietro Vernotico

## Sport

### Calcio
La A.S.D. Sanarica è l'unica associazione sportiva di questo Comune, nata nel giugno del 1998 ad opera di tre concittadini, ancora oggi presenti in dirigenza. L'attuale Presidente della compagine sportiva è il Dott. Angelo Raffaele Piccioli che riveste l'incarico dal 1º giugno 2015. L'associazione sportiva vanta un settore giovanile e scolastico ed un settore femminile con un palmares che conta la vittoria del Campionato Provinciale di 3ª Categoria nella stagione 2012-2013, con approdo in 2ª Categoria dopo ben 26 anni, la conquista del titolo provinciale di categoria, battendo nella finale la vincente dell'altro girone il Trepuzzi per 2-0. Nella stagione successiva la vittoria del Campionato Regionale di 2ª Categoria con quattro giornate di anticipo, conquistando per la prima volta, una storica promozione nel Campionato Regionale di 1ª Categoria. La conquista del titolo regionale di 2ª Categoria, battendo nelle fasi finali tenutesi a Molfetta (Ba) le vincitrici degli altri gironi di categoria, eliminando in semifinale i beniamini di casa della Virtus Molfetta ai calci di rigore (1-1 i tempi regolamentari) ed in finale battendo per 1-0 la squadra del San Marco in Lamis (Fg). Per quanto riguarda il calcio a cinque femminile vanta il titolo provinciale C.S.I. Open Femminile per le stagione 2016/2017 e 2018/2019, il titolo regionale C.S.I. nelle stagioni 2016/2017 e 2018/2019, il titolo di vice campione provinciale e regionale C.S.I. nella stagione 2017/2018 e la Coppa Salento C.S.I. Open Femminile.
1. 1 2   Bilancio demografico mensile anno 2025 (dati provvisori), su demo.istat.it, ISTAT.
2. ↑   Classificazione sismica (XLS), su rischi.protezionecivile.gov.it.
3. ↑   Tabella dei gradi/giorno dei Comuni italiani raggruppati per Regione e Provincia (PDF), in Legge 26 agosto 1993, n. 412, allegato A, Agenzia nazionale per le nuove tecnologie, l'energia e lo sviluppo economico sostenibile, 1º marzo 2011,  p. 151. URL consultato il 25 aprile 2012 (archiviato dall'url originale il 1º gennaio 2017).
4. ↑  http://clima.meteoam.it/AtlanteClimatico/pdf/(332)Lecce%20Galatina.pdf Tabelle climatiche 1971-2000 dall'Atlante Climatico 1971-2000 del Servizio Meteorologico dell'Aeronautica Militare
5. ↑   Pagina con le classificazioni climatiche dei vari comuni italiani, su confedilizia.it. URL consultato il 26 ottobre 2010 (archiviato dall'url originale il 27 gennaio 2010).
6. ↑  Da "Sanarica" di Antonio Cassiano.
7. ↑  La Provincia di Lecce – Bozzetti di viaggio. Editore Giuseppe Spacciante, Lecce, 1882, (ristampato da Congedo Editore, Galatina, 1975)
8. ↑   Sanarica, su Archivio Centrale dello Stato. URL consultato il 4 febbraio 2024.
9. ↑   Comune di Sanarica, Statuto (PDF),  Art. 4 - Stemma e gonfalone.
10. ↑  F. dell'Aquila, A. Messina, Le chiese rupestri di Puglia e Basilicata, Bari 1998, p. 251
11. ↑  Da "San Salvatore di Sanarica" di Sisinni Nello
12. ↑  De Giorgi, 1975 p.269
13. ↑  Dati tratti da:
  -  Popolazione residente dei comuni. Censimenti dal 1861 al 1991 (PDF), su ebiblio.istat.it, ISTAT.
  -  Popolazione residente per territorio – serie storica, su esploradati.censimentopopolazione.istat.it.
Nota bene: il dato del 2021 si riferisce al dato del censimento permanente al 31 dicembre di quell'anno.
14. ↑  Dati Istat - Bilancio demografico popolazione straniera
15. 1 2 3 4 5 6 7 8 9 10  http://amministratori.interno.it/